# WASP-41
WASP-41 – gwiazda typu widmowego G znajdująca się w gwiazdozbiorze Centaura, w odległości ok. 587 lat świetlnych od Ziemi. Wokół WASP-41 orbituje planeta WASP-41 b. 

## System planetarny
W 2010 roku odkryto planetę krążącą wokół WASP-41, której nadano nazwę WASP-41 b. Odkrycia dokonano metodą tranzytu w ramach projektu SuperWASP. 